# Plemnneo
En la mitología griega Plemneo fue un rey de Sición, hijo de Pérato. Sus hijos estaban condenados a morir la primera vez que llorasen. Pero Deméter se compadeció de él y, disfrazada de mendiga, se alojó en la corte de Plemneo y le pidió que le entregara a su hijo Ortópolis, que se salvó de la maldición.
| Predecesor: Pérato | Reyes de Sición | Sucesor: Ortópolis |